# 옌자오진
옌자오진(한국어: 연교진, 중국어: 燕郊镇, 병음: Yānjiāo)는 중화인민공화국 허베이성 랑팡시 싼허시의 행정 구역이다. 진임에도 인구가 많아서 사실상 도시나 다름 없다. 싼허시를 위시한 북3현 지역중 가장 베이징시에 가까이 있어, 중국인과 사업상 진출한 외국인 등 많은 베이징 통근자들이 이사해왔다. 소속 성이 다르기 때문에 도로로는 거리가 가깝지만 검문등이 필요해 통근에 시간이 꽤 걸린다.

1. ↑  https://h21.hani.co.kr/arti/culture/culture_general/49040.html